# SPACETRACK
SPACETRACK (sprva uradno Project Space Track) je bil projekt Vojnega letalstva Združenih držav Amerike za nadzorovanje vesolja. Njegov namen je bil slediti vsem vesoljskim plovilom, tako domačim kot tujim, izračunavati njihove tirnice ter posredovati podatke poveljstvu.
Projekt je bil zagnan kmalu po sovjetski izstrelitvi Sputnika 1 in do leta 1960 vzpostavil mrežo približno 150 senzorjev po vsem svetu. Uporabljal je različne vire, tako radarje, optične in radijske detektorje kot tudi vizualno spremljanje. Prvi večji projekt je bil sledenje sovjetskemu plovilu Sputnik 2. Leta 1961 so projekt razglasili za operativen in ga kot SPACETRACK priključili poveljstvu NORAD.

## Postavitve
Radarji: 
- Incirlik (Turčija),
- Eglin (Florida),
- Cavalier (Severna Dakota),
- Clear (Aljaska),
- Thule (Grenlandija),
- Fylingdales Moor (VB),
- Beale (Kalifornija),
- Cape Cod (Massachusetts);

Sistemi za optično sledenje: 
- Socorro (Nova Mehika),
- Maui (Havaji),
- Diego Garcia (Indijski ocean).